# Карлик Нос (фильм, 2008)
«Ка́рлик Нос» (нем. Zwerg Nase) — немецкая экранизация 2008 года по мотивам одноимённой сказки Вильгельма Гауфа. Фильм был выпущен на DVD одновременно с сериалом «Märchenperlen».

## Сюжет
Двенадцатилетний мальчик Якоб помогал своей маме продавать овощи на рынке. Он часто нёс вещи, купленные клиентами в свои дома. Одна безобразная старая женщина стала ругать товары. Якоб ругал поведение женщины и высмеял её облик, на что та с угрозой сказала, что Якоб станет таким же. Она купила шесть кочанов капусты и попросила Якоба отвести капусту к себе домой. Там он превращается в карлика с длинным носом и останется таким на веки. Семь лет он учился готовить и возвращается к родителям в таком виде, но они не узнают и прогоняют его.
Якоб решил устроиться работать поваром у герцога. Позже Яков встречает говорящую гусыню (Мими), которая, как и он, была околдована старой женщиной. Якоб возвращает зачарованную гусыню Мими к её отцу, который превращает её обратно в человека.

## В ролях
| Актёр                 | Роль                    |
| --------------------- | ----------------------- |
| Юстус Каммерер        | Якоб в детстве          |
| Майкл Маркфорт        | Якоб карлик             |
| Даниэль Роеснер       | Якоб взрослый           |
| Йозефина Пройс        | Мими гусыня             |
| Дорис Абэссер         | колдунья                |
| Эдда Лиш              | Ганна                   |
| Иоганн Сильбершнейдер | Иоганн                  |
| Маркус Маевски        | герцог Алоис            |
| Инга Буш              | графиня Вильгельмина    |
| Гилберт фон Сохлерн   | управляющий Песталоцци  |
| Питер Раух            | кухонный мальчик Джонрж |
| Питер Канцлер         | Непомук                 |
| Вальтер Стаппер       | торговец птиц           |
| Аннекатрин Виттиг     | Генриетта               |
| Доминик Бендер        | Гектор                  |

## Производство
Съёмки проходили с 8 октября 2007 года по 10 ноября 2007 года в Бамберге, дворцах Зеехоф и Вайсенштейн (Поммерсфельден). Премьера фильма состоялась 21 июня 2008 года на Мюнхенском кинофестивале. Первая трансляция фильма по телевизору началась 21 сентября 2008 года.

## Критика
Lexikon des Internationalen Films заявил, что это «продуманная детская версия знаменитой сказки Вильгельма Хауфа, а также хорошо продуманной была постановка в живописных местах».

## Награды
Фелиситас Даршин, Шлингель Хемниц и фильм были номинированы на премию «Kleiner Star» на кинофестивале Fünf Seen Filmfestival 2008.